# Das schwarze Haus (Roman)
Das schwarze Haus ist die Fortsetzung des Romans Der Talisman von Stephen King und Peter Straub, die im Jahre 2001 erschien. In dem Roman „Der Talisman“ unternimmt der Protagonist Jack Sawyer als 12-jähriger Junge eine Reise quer durch die Vereinigten Staaten von Amerika und parallel dazu durch die sogenannten „Territorien“, bei denen es sich um eine Parallelwelt handelt, um einen Talisman zu erlangen, mit dem er seine im Sterben liegende Mutter retten kann. Zwischen den beiden Welten wechselt er mit Hilfe des sogenannten „Flippens“, einer Fähigkeit, die nur wenige Menschen beherrschen.
Da den beiden miteinander befreundeten Autoren von „Der Talisman“ (Erscheinungsjahr: 1984) die Zusammenarbeit damals viel Spaß bereitete, entschlossen sie sich, eine Fortsetzung der Geschichte zu schreiben. Diese erschien 2001 in den USA, ein Jahr später unter dem Titel „Das schwarze Haus“ in Deutschland. Laut einem Interview mit King und Straub wird ein dritter Teil des Talismans angestrebt. Die Romanserie besticht durch eine besondere Erzählstruktur. Eine Verfilmung von „Der Talisman“ als Serie ist in Planung (Stand: 2021).

## Inhalt
Jack Sawyer, der jugendliche Protagonist aus „Der Talisman“ ist erwachsen geworden. Seine Erlebnisse als 12-jähriger, als er die Parallelwelt der „Territorien“ bzw. die „Region“ bereiste, um seine Mutter mit Hilfe des Talismans zu retten, hat er vergessen oder verdrängt. Er lebt nun in einer scheinbar paradiesischen Kleinstadt namens French Landing im US-Bundesstaat Wisconsin, als es dort zu schlimmen Ereignissen kommt: Ein Serienkiller mit dem Spitznamen „Fisherman“ entführt und tötet kleine Kinder auf grausame Weise, er verstümmelt sie und isst ihr Fleisch.
Der Sheriff Dale Gilbertson bittet verzweifelt Jack Sawyer um Hilfe, der vor seiner Pensionierung Polizist in Los Angeles war und in dieser Funktion in einem der Nachbarorte von French Landing bereits vor einiger Zeit einen Serienmörder gestellt hatte. Jack sträubt sich zunächst. Er spürt intuitiv, dass der Fall des „Fisherman“ etwas mit seiner verdrängten Vergangenheit zu tun hat, mit Erinnerungen, Orten und Personen, zu denen er nicht zurückkehren möchte. Gegen seinen Willen wird Jack jedoch in den Fall hineingezogen, als der „Fisherman“ ihm persönlich ein Paket schickt, welches einen Kinderschuh samt dazugehörigem Fuß enthält. Ausgelöst durch dieses Ereignis öffnen sich die Schleusen seiner Erinnerung und er entsinnt sich seiner vergangenen Reisen in die „Territorien“.
Währenddessen wird der junge Tyler Marshall entführt, ein Ereignis, welches seine Mutter Judy Marshall vorausgeahnt hatte, was sie in einen Nervenzusammenbruch und scheinbaren Wahn geführt hat, der sie in eine Nervenheilanstalt bringt. Dort besucht Jack sie und erkennt in ihr eine Seelenverwandte, die, so wie er selbst, um die Existenz der „Territorien“ weiß. Sie selbst kann die „Region“ jedoch nicht betreten, sondern nur mit ihrem dort lebenden „Twinner“, ihrem „Zwilling“ in der Parallelwelt, in ihren Gedanken und Träumen in Verbindung treten. Gemeinsam schaffen Jack und Judy es jedoch, dass Jack zu Judys „Twinner“ in die „Region“ überwechselt, in der er eine alte Bekannte wiedererkennt: Sophie, der er bereits in seiner Jugend (beschrieben in „Der Talisman“) begegnet ist und die nun die letzte lebende Verwandte der damals im Sterben liegenden Königin der Region ist, welche der Twinner von Jacks Mutter war. (Jack verliebt sich in Sophie.) Jack ist zu Sophie geflippt und befindet sich nun im Grenzland der „Territorien“, wo beide bereits von einem alten Bekannten von Jack erwartet werden: von Parkus, dem Twinner von Speedy Parker aus „Der Talisman“, der Jack anleitet und ihm seine Aufgabe in einem größeren Ganzen erklärt. Demnach hat Jack eine wichtige Aufgabe im Kampf zwischen Gut und Böse im Kontext mit der drohenden Zerstörung des dunklen Turms zu erfüllen, denn der entführte Tyler ist übersinnlich begabt und soll dem Scharlachroten König übergeben werden, welcher mit Hilfe einer Armee von telekinetisch begabten Personen die Balken brechen will, welche den dunklen Turm stützen, welcher die Achse aller Welten in einem Multiversum darstellt, in das sich alle von Stephen King beschriebenen Welten einordnen. Es stellt sich heraus, dass der „Fisherman“ schon seit Jahrzehnten, in verschiedenen Inkarnationen, als Fritz Haarmann, dem Kannibalen von Hannover oder als Albert Fish in Chicago, Kinder entführt, die übersinnlich begabten dem Scharlachroten König zuführt und die übrigen tötet und isst. Tyler muss gerettet werden, denn er wäre einer der mächtigsten „Brecher“ und damit eine große Gefahr für den Turm und die Existenz aller Welten.
Durch sein detektivisches Gespür und mit Hilfe seiner Freunde Henry Leyden, einem blinden Diskjockey, und den Mitgliedern der Motorradbande „Thunder Five“, die dabei allerdings zum Teil auf ziemlich grausame Weise umkommen, kommt er dem „Fisherman“ auf die Spur und identifiziert ihn als Charles Burnside, der in einem Altersheim lebt und ebenfalls teleportieren (beziehungsweise flippen) kann. Beherrscht wird Charles Burnside von einem dämonischen Wesen aus der „Region“, Mr. Munshun alias Lord Malshun, der unmittelbar im Dienst des Scharlachroten Königs steht. Burnside hält Tyler im „Schwarzen Haus“ gefangen, einem gut versteckten, unheimlichen und gefährlichen Ort im dichten Wald von French Landing, welches ein Tor zu der anderen Welt darstellt. Das Schwarze Haus, das im Inneren weitläufig ist und aus unzähligen labyrinthisch verschachtelten Räumen besteht, führt zu einem unwirtlichen Ort, einem Feuerland (Sheol), welches von unheimlichen Wesen bevölkert wird und wo Heerscharen entführter Kinder und Sklaven die „Große Kombination“, das „Kraftwerk“ des Scharlachroten Königs am Laufen halten. Durch das schwarze Haus führt der einzige Weg in diese jenseitige Welt, den Jack Sawyer gehen kann, um die Mordserie zu beenden, Tyler zu befreien und dem Scharlachroten König bei seinem Bemühen, Tyler und damit einen der mächtigsten Telepathen überhaupt in die Hände zu bekommen, einen Strich durch die Rechnung zu machen. Nach zwanzig Jahren kehrt Jack zurück in eine Welt jenseits der unseren, als er das Schwarze Haus betritt und Tyler und Mr. Munshun in die Welt des Scharlachroten Königs folgt. Dort kommt es zum Showdown, der nicht nur zu Tylers Befreiung führt, sondern auch zur Befreiung der Kindersklaven aus ihrer Fronarbeit in der „Großen Kombination“. Tyler zerstört mittels seiner außergewöhnlichen telepathischen Begabung diesen „Turm des Schreckens“. In der Folge läuft auch ein Beben durch alle anderen Welten, wo bösartige Machenschaften zeitgleich zu Tylers Aktion zum Erliegen kommen. Die Macht des Scharlachroten Königs wird geschwächt, das „Weiße“ in allen Welten gestärkt, eine Hoffnung für das Weiterbestehen des dunklen Turms.
Jack Sawyer, Tyler und seine Freunde kehren zurück nach French Landing, gefolgt von den befreiten Kindern.
Damit endet der Roman allerdings noch nicht, denn bei der anschließenden Pressekonferenz in French Landing, bei der sich die Polizisten zu den eigenartigen Vorkommnissen im Kontext mit dem Serienmörder des „Fisherman“ äußern wollen, wird Jack lebensgefährlich verletzt und kann nur dadurch gerettet werden, indem ihn Speedy Parker alias Parkus, sein Freund aus Kindertagen (aus dem Roman „Der Talisman“) in die „Region“ bringt, wo er Sophie wiedersieht und auf Heilung hoffen kann.

## Bezüge zur Saga vom Dunklen Turm
Die Territorien beziehungsweise die Region sind eine der Parallelwelten zur Erde in dem von Stephen King beschriebenen Multiversum des dunklen Turms.
Parkus, der Twinner von Speedy Parker aus dem Roman „Der Talisman“, ist ein Schutzmann in der Region, ähnlich einem Revolvermann in Mittwelt.
Das Palaver zwischen Jack Sawyer, Sophie und Parkus, bei dem Parkus die Zusammenhänge mit dem dunklen Turm, Roland, dem letzten Revolvermann und dem Scharlachroten König erläutert, findet an einem Ort im Grenzland der Territorien statt, an dem „Die Kleinen Schwestern von Eluria“ ihr Krankenzelt aufgestellt haben, in dem sich Roland, der Revolvermann, in der gleichnamigen Novelle (Erscheinungsjahr 1999) von Stephen King zu anderer Zeit, an anderem Ort als Gefangener vamiprhafter Wesen wiederfindet (chronologisch einzuordnen vor dem ersten Band der „Dunkler Turm“-Saga). Das Palaver selbst findet bei einem magischen Steinkreis statt, wie es sie auch in der Saga vom dunklen Turm gibt.
Parkus erwähnt bei dem Palaver, dass Roland dabei ist, drei weitere Revolvermänner zu finden und auszubilden, die ihn bei seiner Suche nach dem dunklen Turm unterstützen. Es handelt sich natürlich um Eddie Dean, Detta Walker alias Susannah und Jack Chambers (der als Figur sehr stark an den jugendlichen Jack Sawyer aus „Der Talisman“ erinnert). Das „Ziehen“ der drei zukünftigen Revolvermänner wird im zweiten Band von Stephen Kings „Dunkler Turm“-Saga („Drei“, Erscheinungsjahr: 1987) beschrieben.
Das Flippen zwischen Welten spielt auch in der Saga vom dunklen Turm eine Rolle. Während in den Bänden „Schwarz“ (Erscheinungsjahr: 1982, als Gesamtausgabe mehrerer Kurzgeschichten, die schon zuvor veröffentlicht worden waren), „Drei“ (Erscheinungsjahr: 1987), „Tot.“ (Erscheinungsjahr: 1991) der Übergang zwischen den Welten durch Portale (wie zum Beispiel Spukhäuser oder Steinkreise, die von Dämonen bewacht werden) oder Türen erfolgt, und in „Glas“ (Erscheinungsjahr: 1997) das Passieren zwischen den Welten über „Schwachstellen“ erfolgt, an denen Welten sich nahe sind und ineinander übergehen, kommt in späteren Bänden („Wolfsmond“, Erscheinungsjahr: 2003), „Susannah“ (Erscheinungsjahr: 2004) und „Der Turm“ (Erscheinungsjahr: 2004) auch immer wieder eine Art Flippen beziehungsweise der Weltenwechsel mittels einer magischen Kugel vor.
Im Finale das Romans „Das schwarze Haus“ wird Tyler nach Sheol verschleppt, einer vom Scharlachroten König beherrschten Region, die mittels einer der drei Einschienenbahnen, die im „Dunkler Turm“-Zyklus eine Rolle spielen (in dem Band „tot.“) mit Endwelt verbunden ist, wo auch der dunkle Turm steht. Mit Lord Manshun alias Mr. Munshun lernt man einen der bösartigen Vertrauten des Scharlachroten Königs kennen, der für die Rekrutierung von „Brechern“ zuständig ist.
Die „Region“ aus „Der Talisman“ ähnelt der „Mittwelt“ des Revolvermanns Roland zu einer Zeit, als sich die Zeit noch nicht weitergedreht hat. Damit ähnelt die „Region“ dem Reich Gilead, wie es in dem Band „Glas“ der „Dunkler Turm“-Saga beschrieben wird und aus dem Roland, der Revolvermann, kommt.
Der Roman „Das schwarze Haus“ gehört zu einer Serie von Erzählungen über übersinnlich begabte Personen, die in der Saga vom dunklen Turm eine Rolle spielen, insbesondere über solche, die vom Scharlachroten König als „Brecher“ rekrutiert werden. Diese telepathisch oder telekinetisch begabten Personen werden aus allen möglichen Universen, vornehmlich von der Erde und aus der Region, zusammengezogen, um die Balken zu zerbrechen, welche den dunklen Turm stützen, und damit das Ende aller Welten herbeizuführen, als auf die Spitze getriebenen Nihilismus und Zerstörungswillendes scharlachroten Königs.
Weitere Erzählungen dieser Art sind „Atlantis“ (Erscheinungsjahr: 1999), wo nachgezeichnet wird, wie Ted Brautigam als mächtigster Brecher von niederen Männern erpresst und nach Endwelt entführt wird oder die Kurzgeschichte „Alles endgültig“ (Erscheinungsjahr 2003) aus der Geschichtensammlung „Im Kabinett des Todes“ in der es um den späteren „Brecher“ Richard „Dinky“ Earnshaw geht. In „Schlaflos - Insomnia“ (Erscheinungsjahr: 1994) geht es um eine weitere übersinnlich begabte Person: Patrick Danville steuert im Finale der Dunkler Turm-Saga mit seiner speziellen Begabung, die Realität durch seine Zeichnungen zu verändern, einen wesentlichen Beitrag zum Sieg über den Scharlachroten König bei.
Andere Erzählungen reichern die Saga vom dunklen Turm an, indem sie weitere Orte des Kingschen Multiversums einbinden. Das geschieht auch in „Der Talisman“ und in „Das schwarze Haus“, aber auch in „The Stand - das letzte Gefecht“ (Erscheinungsjahr: 1978) und in „Die Augen des Drachen“ (Erscheinungsjahr: 1983).
Folgt man den Daten der Erscheinungsjahre, so ist erkennbar, dass sich die Motive der „Dunkler Turm“-Saga nach und nach, auch unter dem Einfluss anderer Erzählungen von Stephen King, entwickelt haben. Der Roman „Der Talisman“ aus dem Jahr 1984 wurde zwar nach „Schwarz“ geschrieben, dem Beginn der „Dunkler Turm“-Saga, aber vor den restlichen Bänden der Saga. Sehr viele Motive aus „Der Talisman“ finden sich deshalb dort wieder. Die Darstellung der mit mittelalterlichen Motiven angereicherten Welten aus „Der Talisman“ und „Die Augen des Drachen“, beide viele Jahre vor „Glas“ geschrieben, prägen die ganz ähnliche Darstellung von Rolands Heimatwelt Gilead in „Glas“. Mit „Das schwarze Haus“ bietet Stephen King einen ersten Blick auf die Einflusssphäre des Scharlachroten Königs, die er in den drei abschließenden Bänden seiner „Dunkler Turm“-Saga genauer beleuchtet.
In „Das schwarze Haus“ wird die Zerstörungskraft der „Brecher“ demonstriert, indem Stephen King dort Tyler Marshall gewissermaßen einen „bösen Turm“, die „Große Kombination“ des Scharlachroten Königs, zerstören lässt, während in den Bänden der „Dunkler Turm“-Saga ja genau das Gegenteil dargestellt wird, nämlich die Bewahrung eines Turms, des dunklen Turms vor dem Fall und der Zerstörung. Mit diesen zwei antagonistischen Türmen aus „Das Schwarze Haus“ und der Saga vom dunklen Turm erinnert die Konstellation an „Der Herr der Ringe“ von J.R.R. Tolkien, wo es ebenfalls zwei Türme gibt und eine Art „Großer Kombination“, einem industriellen Höllenschlund bei einem der beiden Türme.

## Wissenswertes
- Die Bezeichnung „Fisherman“ bezieht sich auf den realen Serienkiller Albert Fish.
- Der Roman spielt in parallelen Welten aus dem Multiversum aus Stephen Kings Der-Dunkle-Turm-Reihe.
- Im Allgemeinen finden sich viele Verbindungen zum Der-Dunkle-Turm-Zyklus, so wird auch Roland, der Protagonist des Zyklus, an einigen Stellen des Romans erwähnt.